# Capitole de l'État du Kansas
Le Capitole de l'État du Kansas, construit entre 1866 et 1903 par  Edward Townsend Mix et John Gideon Haskell, se trouve à Topeka, capitale de l'État. La construction du Capitole dura 37 ans. le bâtiment n'a été officiellement achevé que le 24 mars 1903. Il est inscrit au Registre national des lieux historiques en 1971. 
Il abrite les branches exécutive et législative du gouvernement du Kansas. Le dôme culmine à 93 mètres ce qui en fait le plus haut de tous les Capitoles des États-Unis. Les visiteurs peuvent y accéder en empruntant les 296 marches qui mènent au cinquième et dernier étage.